# Lanová dráha Holešovice – Bohnice – Dejvice
Soustava visutých lanových drah v trase Holešovice – Troja – Bohnice s odbočnou větví Troja – Dejvice v Praze byla v listopadu 2013 navržena starostou městské části Praha 7 Markem Ječménkem (ODS) na základě usnesení rady městské části Praha 7 z 12. listopadu 2013 primátorovi města Prahy k diskusi a ke zvážení myšlenky na vypracování podrobné studie. Návrh neobsahoval odhad nákladů. Podle usnesení rady městské části Praha 7 měl starosta Ječmének do 30. listopadu 2013 odeslat dopis primátoru Hudečkovi, do 6. prosince 2013 zaslat dopisy třem dotčeným městským částem (Praha-Troja, Praha 6 a Praha 8) a do 31. března 2014 na základě zájmu čtyř dotčených městských částí zajistit podepsání memoranda o spolupráci městských částí. Vizi lanovek, podobnou Ječménkovu návrhu, zmínil v roce 2012 pro televizi Metropol Václav Kočka starší. Zpracoval tehdy materiál, který poslal magistrátu i městské části Praha 7. Publikované články neobsahují informaci, zda by mělo jít o lanovky kabinové, či sedačkové. 

## Vedení a stanice
Systém byl navržen s deseti stanicemi (názvy uvedeny i s názvoslovnými a pravopisnými svéráznostmi):
- Nádraží Holešovice
- PKO Brána do Stromovky
- Císařský ostrov
- Spodní Parkoviště ZOO
- Horní Parkoviště ZOO
- Botanická
- Bohnice

Druhá větev: 
- Spodní Parkoviště ZOO
- Louka nad silnicí
- Botanická

Odbočná větev: 
- Spodní Parkoviště ZOO
- Dejvice

Stanice jsou navrženy na pozemcích patřících městu. U stanic mají vzniknout parkoviště pro 300 osobních automobilů a podle Ječménka vzniká logická úvaha o zapojení tohoto systému do MHD.
Podle TV Metropol by kapacita lanovky byla až 30 tisíc cestujících denně a cena by se pohybovala kolem půl miliardy Kč.

## Diskuse
Starosta Ječmének prezentoval návrh jako nekonvenční spojení několika území pražských částí a uvedl, že podle jeho osobního názoru návrh lanové dráhy řeší řadu problémů, jež jsou jinými dopravními prostředky hůře řešitelné a nákladnější, a významným způsobem by pomohl oblast zatraktivnit. a 
Primátor Prahy Tomáš Hudeček se k návrhu vyjádřil, že celou věc lze prodiskutovat na sekční radě a že obecně nyní může říci, že je zastáncem podpory věcí funkčních než nekonvenčních. Tedy těch, které Praze pomohou kapacitně řešit problémy s dopravou.“
Starosta městské části Praha-Troja Tomáš Drdácký uvedl, že o plánu zatím nic neví.
Městská část Praha 6 se k návrhu vyjádřila ústy svého mluvčího Adama Halmošiho. Ten uvedl, že městská část by spíše uvítala dostavbu silničního okruhu kolem Prahy a také zavedení tramvajového propojení Sedlec–Troja.  Některé body návrhu, například vybudování parkovišť s kapacitou tří set míst u každé stanice lanovky, jsou podle něj pro Prahu 6 zcela nereálné.
Zastupitel Prahy 7 Ondřej Mirovský (SZ) návrh označil za „další z řádky kratochvílí, kterými nás pan starosta oblažuje“, mezi něž řadil pokus o nákup neúměrně velké nové radnice anebo snahu o zachování heren na území městské části. Mirovský záměr označuje za „tunel nad zemí“, zpochybňuje účelnost a efektivitu takové stavby a ironicky přičítá starostovi snahu „rozveselit smutné trojské památkáře umocněním historického charakteru zámku umístěním několika sloupů lanovky za zdi zámeckých zahrad“.
V srpnu 2014 mluvčí Prahy 7 Martin Vokuš na dotaz Pražského deníku konstatoval, že plán, s kterým starosta poprvé vyrukoval už v roce 2010, je u ledu, protože zpětná vazba nebyla nijak výrazná, takže dál se tato idea nevyvíjí.

## Podobné záměry
Podle záměru z roku 1964 měly být v oblasti pražské zoo postaveny tři lanovky. Z nich nakonec byla postavena jen jedna, v původních záměrech označovaná jako Dětská. Druhá měla vést po obvodu zoo a třetí přes Vltavu k výstavišti.
V minulosti neuspěl ani plán na vybudování ozubnicové lanové dráhy z Troji do Bohnic.
Opakovaně se objevují též záměry na zavedení tramvajové trati do Troji, a to jak ve směru od Holešovic, tak po novém mostě ve směru od Dejvic.
V roce 2017 zadal ROPID zpracování studie proveditelnosti lanovky Podbaba – Bohnice, která v roce 2018 doporučila vybudování varianty přecházející čistírnu odpadních vod na Císařském ostrově a obcházející zoologickou zahradu ze západní strany, z mezizastávkou u Podhoří u nového vchodu zoologické zahrady. Záměr podpořily městské části Praha 6 a Praha 8.